# Schietpartij in El Paso op 3 augustus 2019
Op 3 augustus 2019 vond een terroristische schietpartij plaats in een Walmart-winkel in de Amerikaanse stad El Paso (Texas). De schutter, de 21-jarige Patrick Wood Crusius, doodde 23 mensen en verwondde 22 anderen. Het Federal Bureau of Investigation onderzocht de schietpartij als een daad van binnenlands terrorisme en een haatmisdaad. De schietpartij werd beschreven als de dodelijkste aanslag op Latino's in de moderne Amerikaanse geschiedenis.
Crusius gaf zich over en werd gearresteerd en beschuldigd van moord met voorbedachten rade in verband met de schietpartij. Hij postte kort voor de aanslag een manifest met wit nationalistische en anti-immigrantenthema's op het internetforum 8kun. Het manifest noemt de aanslagen in Christchurch eerder dat jaar, en de extreemrechtse samenzweringstheorie bekend als de Grote Vervanging, als inspiratie voor de aanval. Op 8 februari 2023, na een aankondiging dat het Ministerie van Justitie niet de doodstraf zou eisen, pleitte Crusius schuldig aan 90 federale aanklachten voor moord en haatmisdrijven. Op 7 juli 2023 werd Crusius veroordeeld tot 90 opeenvolgende levenslange gevangenisstraffen, maar hij is momenteel in afwachting van een proces voor aanklachten van de staat Texas die mogelijk nog steeds zouden kunnen leiden tot de doodstraf onder de jurisdictie van de staat Texas als hij schuldig wordt bevonden.

## Schietpartij
De schietpartij vond plaats in een Walmart vlak bij het Cielo Vista winkelcentrum aan de oostkant van El Paso. Crusius liep de winkel binnen met wat vermoedelijk een WASR-10 geweer is, een semi-automatische civiele versie van de AKM, en opende het vuur om 10:39 uur.
De winkelmanager zag Crusius schieten op de parkeerplaats voordat hij de overvolle winkel binnenging. Hij gaf een "Code Brown" uit, die aangaf dat er een actieve schutter was, aan zijn medewerkers, die klanten begonnen te helpen met evacueren of schuilen. Veel klanten en medewerkers vluchtten naar andere winkels in het aangrenzende winkelcentrum of verstopten zich onder tafels of in containers achter het gebouw.
De eerste hulpverleners arriveerden binnen zes minuten na de eerste 9-1-1 oproep. De politie van El Paso, Texas Rangers en paramedici kwamen ter plaatse, samen met de FBI en de ATF.
Na de schietpartij reed Crusius naar de kruising van Sunmount en Viscount. Daar aangekomen stopte hij op de linkerrijstrook, kwam uit de auto met zijn handen omhoog en identificeerde zichzelf als de schutter tegenover Texas Rangers en een motoragent uit El Paso. Hij werd toen gearresteerd en naar het hoofdbureau van politie gebracht.

## Slachtoffers
De schietpartij is beschreven als de dodelijkste anti-Latino aanslag in de recente Amerikaanse geschiedenis, met 23 doden en 22 gewonden tot gevolg. Twintig van de slachtoffers werden ter plekke dood verklaard, één slachtoffer overleed de dag na de gebeurtenis, een ander slachtoffer overleed twee dagen later en een derde overleed acht maanden later op 26 april 2020. Onder de doden waren dertien Amerikanen, acht Mexicanen en één Duitser. De namen, leeftijden en nationaliteiten van 22 van de doden werden op 5 augustus vrijgegeven door het El Paso Police Department. Zeventien waren 56 jaar of ouder, twee waren in de 40, twee in de 20, één was 36 en één was 15 jaar.
Dertien slachtoffers werden naar het University Medical Center of El Paso gebracht en nog eens elf naar het Del Sol Medical Center. Twee kinderen van 2 en 9 jaar werden overgebracht naar het El Paso Children's Hospital nadat hun toestand was gestabiliseerd. De patiënten van het Del Sol Medical Center waren tussen de 35 en 82 jaar oud.

## Dader
Patrick Wood Crusius (geboren op 27 juli 1998) werd kort na de schietpartij gearresteerd en beschuldigd van moord met voorbedachten rade. Hij is een 21-jarige blanke man van Duitse en Italiaanse afkomst en woonde voor zover bekend in het huis van zijn familie in Allen, Texas, in de Dallas-Fort Worth metroplex, ongeveer 1.050 km van El Paso. Hij studeerde in 2017 af aan de Plano Senior High School en zat van 2017 tot het voorjaar van 2019 op Collin College.
Crusius kocht legaal een GP WASR-10 semiautomatisch geweer en 1.000 rondes holle-punt munitie online in juni 2019. Tijdens zijn eerste verhoor vertelde hij rechercheurs dat hij het op Mexicanen had gemunt, volgens een arrestatiebevel. Crusius werd ook gediagnosticeerd met een schizoaffectieve stoornis.
Crusius registreerde zich in 2016 om te stemmen als Republikein en had een Twitteraccount uit 2017 waarop een foto van Trump in het Oval Office te zien was. Hij had ook een pro-Trump poll met reacties als "#BuildTheWall, #NoSanctuaryCities, #KeepGitmoOpen en #BanSyrianRefugees".

### Manifest
Crusius heeft toegegeven kort voor de schietpartij een manifest, getiteld The Inconvenient Truth, te hebben gepost op het online internetforum 8kun. Het bericht bevat de naam van de verdachte en het manifest identificeert het type wapen dat bij de aanval werd gebruikt. Site moderatoren verwijderden de originele post snel, hoewel gebruikers kopieën bleven delen. De auteur beweert geïnspireerd te zijn door de schietpartij in de moskee van Christchurch in Nieuw-Zeeland, waarbij eerder dat jaar 51 mensen om het leven kwamen. Hij spreekt zijn steun uit voor de dader van de schietpartij in Christchurch en betreurt grieven zoals de achteruitgang van het milieu, "culturele en etnische vervanging" en een "invasie van Latino's".
Het anti-Spaanse, anti-immigranten manifest promoot de blanke nationalistische en extreemrechtse samenzweringstheorie genaamd de Grote Vervanging, die vaak wordt toegeschreven aan de Franse schrijver Renaud Camus. Hoewel het document taal gebruikt over immigranten die lijkt op wat de Amerikaanse president Donald Trump gebruikt, zoals het verwijzen naar een migranten "invasie", stelt het dat de overtuigingen van de auteur dateren van voor het presidentschap van Trump en dat Trump niet de schuld moet worden gegeven van de aanval. De "raciaal extremistische opvattingen" van de auteur zouden volgens The New York Times gebruikt kunnen worden om de schietpartij te vervolgen als een haatmisdaad of binnenlands terrorisme.
Het manifest stelt dat de Democraten binnenkort de Verenigde Staten zouden beheersen, deels door een toenemende Spaanse bevolking, een idee dat al jaren ingang had gevonden in rechtse radioprogramma's. De auteur bekritiseert zowel de Democratische Partij als de Republikeinse Partij omdat ze bedrijven toestaan "buitenlandse arbeiders te importeren" en beschrijft de schietpartij als een "stimulans" voor Latino's om het land te verlaten, wat "de dreiging" van een Latino stemblok zou wegnemen. Hoewel het document voornamelijk gericht is op etnische en raciale grieven, uit het ook de angst voor de effecten van automatisering op de werkgelegenheid en verwijt het bedrijven dat ze te veel gebruik maken van natuurlijke hulpbronnen.

## Juridische procedures
In het arrestatiebevel staat dat Crusius afzag van zijn Miranda-rechten, aan rechercheurs bekende dat hij de schutter was en toegaf dat hij het gemunt had op "Mexicanen" tijdens de aanval.
Er zijn meerdere onderzoeken en jurisdicties betrokken bij de zaak. FBI-agenten in El Paso dienden meerdere arrestatiebevelen uit in de omgeving van Dallas en ondervroegen bekenden van Crusius in Dallas en San Antonio.

### Federale aanklachten
Op 6 februari 2020 werd Crusius beschuldigd van 90 federale aanklachten: 22 aanklachten voor het plegen van een haatmisdrijf met de dood tot gevolg, 22 aanklachten voor het gebruik van een vuurwapen om een moord te plegen, 23 aanklachten voor een haatmisdrijf met een poging tot moord en 23 aanklachten voor het gebruik van een vuurwapen tijdens een misdrijf.
Crusius zag af van zijn federale borgtocht hoorzitting op 12 februari 2020, tijdens zijn eerste verschijning voor de federale rechtbank. Een proces voor de federale rechtbank wordt verwacht vóór het proces voor de staatsrechtbank. Op 23 juli 2020 pleitte Crusius niet schuldig op de federale aanklachten. Hij zag ook af van zijn voorgeleiding voor deze aanklachten.
In juli 2020 stond de federale rechtbank een motie van de verdediging toe voor meer tijd om "een aantal 'red-flag' verzachtende omstandigheden" te onderzoeken terwijl de federale aanklagers besloten of ze een doodvonnis wilden. In de motie zei de verdediging dat Crusius "ernstige" levenslange neurologische en mentale handicaps had; dat hij behandeld werd met anti-psychotische medicatie na zijn arrestatie; en dat hij in een "psychotische toestand" verkeerde toen hij gearresteerd werd.
De rechtszaak werd uitgesteld vanwege de COVID-19 pandemie en de grote hoeveelheid bewijsmateriaal. Tijdens een hoorzitting in februari 2022 vroeg het verdedigingsteam om een startdatum van het proces in maart 2025 of later, terwijl de federale aanklagers vroegen om een procesdatum in juni 2023. De advocaten van de verdediging zeiden dat ze meer tijd nodig hadden om de 1,76 miljoen bestanden en 763 gigabytes aan video's, verkregen door het ontdekkingsproces, door te kammen en vertelden de Amerikaanse districtsrechter David C. Guaderrama dat de verdediging misschien ontoerekeningsvatbaarheid als verdediging zou opwerpen. In januari 2023 weigerden federale aanklagers de doodstraf voor Crusius. Op 8 februari 2023 pleitte Crusius schuldig aan 90 federale aanklachten voor moord en haatmisdrijven. Op 7 juli 2023 werd Crusius veroordeeld tot 90 opeenvolgende levenslange gevangenisstraffen.

### Staat aanklachten
Crusius werd op 12 september 2019 door een Texaanse jury aangeklaagd voor moord met voorbedachten rade. Tijdens zijn voorgeleiding op 10 oktober 2019 in het gerechtsgebouw van El Paso County pleitte hij onschuldig aan de aanklacht van moord met voorbedachten rade. Mark Stevens, een strafrechtadvocaat uit San Antonio, werd door de staatsrechtbank aangesteld om Crusius te vertegenwoordigen, samen met advocaat Joe Spencer. Op 28 april 2020 kondigden aanklagers aan dat ze een nieuwe aanklacht voor moord met voorbedachten rade zouden indienen na de recente dood van een drieëntwintigste slachtoffer nadat hij negen maanden in het ziekenhuis had gelegen.
Het proces tegen de staat werd vertraagd door de COVID-19 pandemie en de enorme hoeveelheid bewijs in de zaak.

Officier van justitie Bill Hicks van El Paso heeft verklaard dat zijn kantoor van plan is om de doodstraf in deze zaak na te streven.